# Red de Lesbianas, Gays, Bisexuales, Trans e Intersexuales de Venezuela
La Red de Lesbianas, Gays, Bisexuales, Trans e Intersexuales de Venezuela (Red LGBTI de Venezuela o RED LGBTI) es un grupo de organizaciones no gubernamentales sin fines de lucro cuyo objetivo es promover y defender los Derechos Humanos de las personas Lesbianas Gais, Bisexuales, Trans e Intersex en Venezuela, articulando esfuerzos como sociedad civil organizada, que realiza acciones estratégicas a favor del ejercicio de su ciudadanía plena. La Red LGBTI fue fundada el 27 de septiembre de 2009 como un espacio de coordinación y articulación, no lucrativo, no vinculada a partidos políticos o cualquier otra entidad y cuya filosofía buscan el respeto la dignidad humana y los derechos humanos fundamentales LGBTI.

## Grupos
A enero de 2011, los siguientes grupos formaban parte de la organización:
- Transvenus de Venezuela
- Colectivo Lesbianas y Ya
- Diversidad e Igualdad a través de la Ley (Diverlex)
- Alianza Lambda de Venezuela
- Fundación Huellas de Venezuela
- Unión Afirmativa de Venezuela (UNAF)
- Iglesia de la Comunidad Metropolitana Cristo Redentor
- Venezuela Diversa
- Colectivo Tertulias de la Diversidad Sexual

## Agenda legislativa
El 22 de febrero de 2011 la Red LGBTI de Venezuela entregó en la Asamblea Nacional, luego de una marcha que recorrió las calles de Caracas, una propuesta para la modificación parcial a cuatro artículos de la Ley Orgánica de Registro Civil. 
Los representantes de la RED LGBTI fueron recibidos por la Junta Directiva de la Asamblea Nacional, encabezada por el presidente Luis Fernando Soto Rojas, el primer vicepresidente, el diputado Aristóbulo Istúriz, y la segunda vicepresidenta, la diputada Blanca Eekhout, a quienes además les plantearon la creación de una comisión de asuntos de diversidad sexual para la evaluación de las propuestas legislativas que permiten la protección legal de las parejas del mismo sexo y la identidad de las personas trans.
En esta propuesta de agenda legislativa, la RED LGBTI solicitó a la Asamblea Nacional que se reconozcan los derechos patrimoniales de las parejas del mismo sexo en condiciones de igualdad y no discriminación con las parejas de distinto sexo, y que se acepte el derecho de las personas al reconocimiento de su identidad de género físico-psicosocial autopercibida.